# Szoidpur
Szoidpur, Szojodpur (beng. সৈয়দপুর; ang. Saidpur) – miasto w południowej części Bangladeszu (prowincja Radźszahi). Według danych szacunkowych na rok 2009 liczy 135 489 mieszkańców. Poziom alfabetyzacji wśród mieszkańców wynosi ok. 38%.